# Highball
Pour plus de détails, voir Fiche technique et Distribution.
Highball est un film américain réalisé par Noah Baumbach, sorti en 1997.

## Fiche technique
- Titre : Highball
- Réalisation : Noah Baumbach
- Scénario : Noah Baumbach, Carlos Jacott et Christopher Reed
- Photographie : Steven Bernstein (en)
- Pays d'origine : États-Unis
- Genre : comédie dramatique
- Date de sortie : 1997

## Distribution
- Justine Bateman : Sandy
- Noah Baumbach : Philip
- Peter Bogdanovich : Frank
- Andrea Bowen : Witch / Fairy
- Rae Dawn Chong : elle-même
- Chris Eigeman : Fletcher
- Carlos Jacott : Felix
- Catherine Kellner : Lolly
- Annabella Sciorra : Molly
- Ally Sheedy : elle-même
- Eric Stoltz : Darien